# 约恩·莱克·约翰森
约恩·莱克·约翰森（挪威語：Jon Lech Johansen，1983年11月18日—），以聞名，是一位挪威人（父亲为挪威人，母亲是波兰人）。他擅长于对数据格式的逆向工程。其最著名的事蹟是参与开发了DeCSS软件，其可破解DVD的防拷保護系统（content-scrambling system）。约恩是一个自学的软件工程师，他在高中第一年即辍学以投入更多时间在DeCSS项目上。他目前居住在美国。

## DeCSS的起訴
2001年時，年僅十八歲的约翰森與其他兩名未公開的人士一起编写了DeCSS，破解了DVD的防拷保護。隔年他被挪威檢察官起訴，不過兩度都獲判無罪。

## 其他參加的项目
- 2003年，约翰森釋出了开源的QTFairUse，可用來讀出QuickTimeAAC串流並存至檔案
- 2004年，约翰森成為一個VideoLAN的开发者。
- 2005年3月18日，约翰森與Travis Watkins、Cody Brocious釋出了PyMusique，破解了iTunes的DRM保護。
- 2006年，约翰森表示他打算破解下一代DVD的防拷技術AACS。
- 2007年，约翰森使得iPhone不需要AT&T的啟動便可以使用無線上網（WiFi）以及iPod的功能。
- 2008年2月2日，约翰森发布了doubleTwist应用程序。

## 外部連結
- 约恩·约翰森的个人博客 （页面存档备份，存于）
- Electronic Frontier Norway's link collection on the Jon Johansen case: Complete (Norwegian) version （页面存档备份，存于）, English version (links only) （页面存档备份，存于）
- DVD Jon releases program to bypass iTunes DRM （页面存档备份，存于）
- Interview with DVD Jon – From slyck.com
- CNN interview （页面存档备份，存于）
- Jon Lech Johansen talks to DVDfuture （页面存档备份，存于）
- . WSJ. October 17, 2005  [2009-06-24]. （原始内容存档于2012-02-04）.
- Wired News: DVD Jon Lands Dream Job Stateside
- Hacker Claims to Have Cracked iPod, iTunes (UCF Central Florida Future article)